# Doramba
Doramba – gaun wikas samiti w środkowej części Nepalu w strefie Dźanakpur w dystrykcie Ramechhap. Według nepalskiego spisu powszechnego z 2001 roku liczył on 758 gospodarstw domowych i 3721 mieszkańców (1981 kobiet i 1740 mężczyzn).